# Nicolas de Largillière
Nicolas de Largillierre vagy Nicolas de Largillière [ejtsd: larzsillyer] (Párizs, 1656. október 10. – Párizs, 1746. március 20.) francia portré- és csendéletfestő.

## Életpályája
Antwerpenben Anton Goubau-nak, Londonban Sir Peter Lelynek volt tanítványa, majd visszatérve Párizsba, 1686-ban az akadémia tagja lett. A legelőkelőbb körök kedvelt képmásfestője volt; 1705-ben a párizsi akadémiának tanára, 1738-ban igazgatója, 1743-ban kancellárja lett. Korának leghíresebb rézmetszői, Gérard Edelinck, Pierre Drevet stb. sokszorosították műveit, melyek közül említendők: Le Brun képmása; A XIV. Lajos fölgyógyulása alkalmából rendezett lakoma (1687); A burgundi herceg lakodalma (1697); Ima az 1694-iki éhinség idején (Saint-Étienne du Mont). Körülbelül 1500 portrét festett, melyeknek modorát híven mutatja be egyik követőjének a Budapesti Országos Képtárban levő képe, mely Louis de Bourbon-Condé herceget ábrázolja (673. sz.).